# Lucanus cervus
Il cervo volante (Lucanus cervus Linnaeus, 1758) è un coleottero della famiglia dei Lucanidi.
Con una lunghezza che varia dai 25 agli 80 millimetri (100 mm per la sottospecie judaicus), il cervo volante è sicuramente uno dei più grossi coleotteri esistenti in Europa. Diffuso anche in Asia Minore e Medio Oriente, in Italia lo si trova soprattutto nelle regioni settentrionali. Vive in cavità di tronchi d'albero e ceppi.

## Morfologia

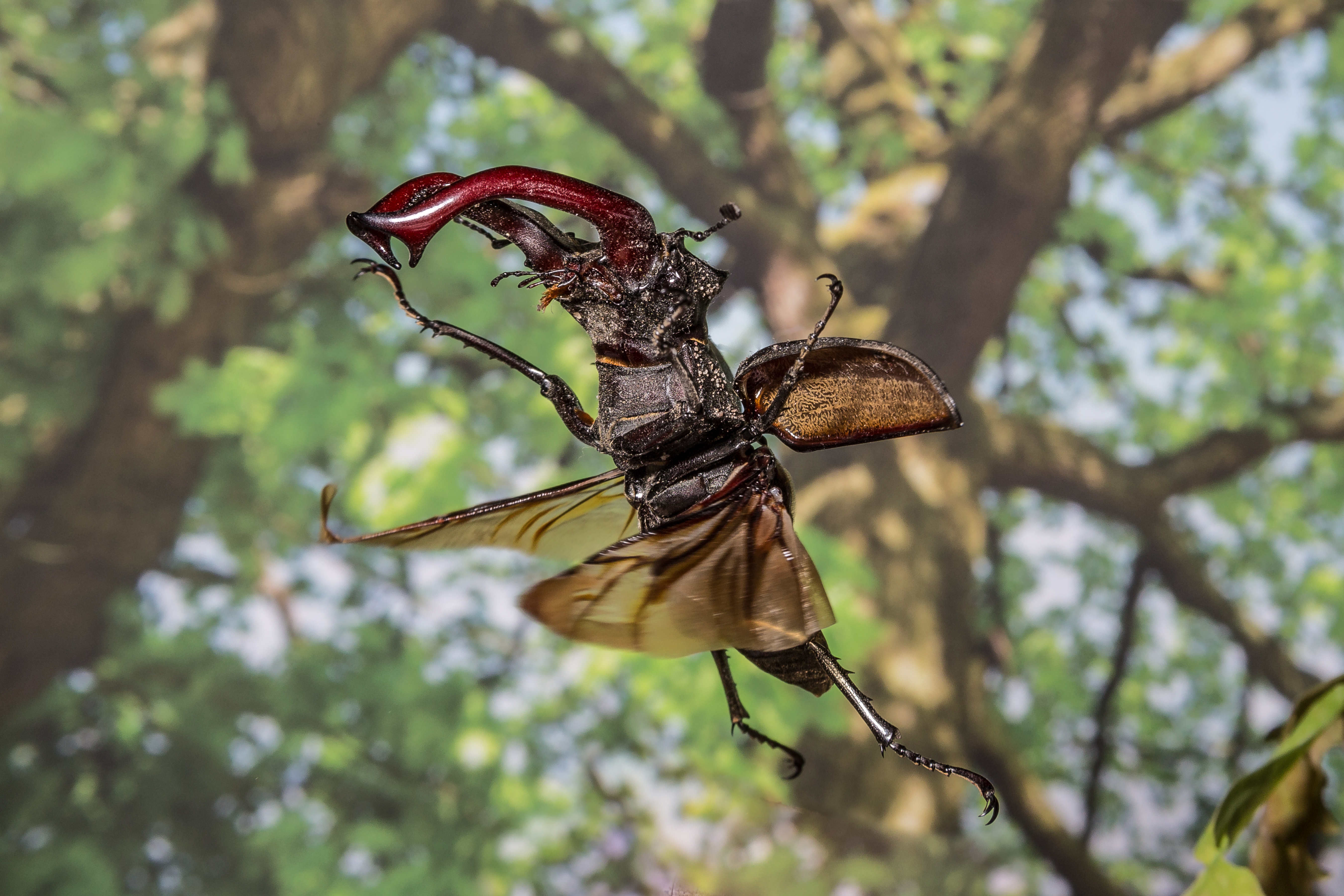
Lucanus cervus in volo

Il cervo volante possiede due paia di ali: le prime sono molto robuste e prive di nervatura; le seconde sono più leggere e vengono ripiegate sotto le prime.
Deve il suo nome alla presenza di due strutture che ricordano i palchi di un cervo, ma che altro non sono che mandibole molto sviluppate, più nel maschio che nella femmina.

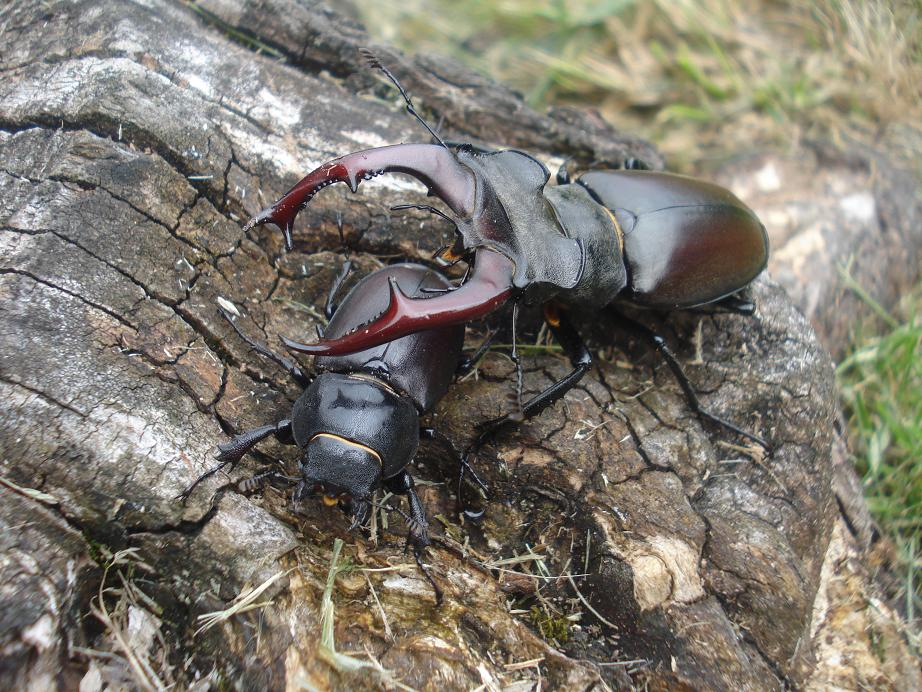
Dimorfismo sessuale

Queste "corna" vengono utilizzate per i combattimenti durante il periodo riproduttivo e fanno apparire il maschio più temibile di quanto effettivamente sia, infatti i muscoli non sono in grado di muovere con forza tali gigantesche mandibole che pertanto risultano alquanto inoffensive, nella femmina, invece, essendo più piccole sono anche molto più efficaci e consentono alla portatrice di pizzicare con più forza e con maggiore danno, queste mandibole permettono di distinguere il maschio dalla femmina, inoltre tra i maschi, la forma e dimensione relativa delle mandibole mostra una grande variazione, tanto da far ipotizzare l'esistenza di due morfologie: una minore e una maggiore. Nei maschi di taglia maggiore il rapporto tra la taglia delle mandibole e quella corporea è più elevato, indicando che gli individui più grandi investono più energie per lo sviluppo di queste "armi", lo sviluppo di queste strutture esagerate ha effetti negativi sulla probabilità di sopravvivenza degli individui che le posseggono, anche se allo stesso tempo, le mandibole più grandi potrebbero avvantaggiare i maschi maggiori, sia nei combattimenti che negli accoppiamenti.

## Biologia
Lo sviluppo di un cervo volante può durare tra i 3 e i 10 anni per i maschi più sviluppati. Le uova vengono deposte alla base dei ceppi di alberi vecchi o morenti (preferibilmente: quercia, castagno, faggio, salice e pioppo) che vengono incisi dalle mandibole della femmina prima della deposizione.

Alla schiusa nascono delle larve chiare munite di potenti mandibole che utilizzano per incidere il legno e scavare lunghe gallerie. 
Al termine del loro sviluppo, quando misurano circa 10 centimetri di lunghezza ed 1 cm di diametro, queste larve scavano una celletta in cui avverrà la metamorfosi.
Le larve si sviluppano seguendo diverse fasi che in 4-6 anni le porteranno a diventare pupe. 
Gli adulti, presenti già fin dall'autunno, non escono all'aperto fino al giugno successivo. Il loro stadio immaginale è relativamente breve (pochi mesi): i maschi, in genere, muoiono tra luglio ed agosto, mentre le femmine possono sopravvivere più a lungo, restando attive fino a settembre avanzato.
Gli adulti si nutrono di nettare e linfa degli alberi, ma anche di frutta matura.

## Distribuzione e habitat

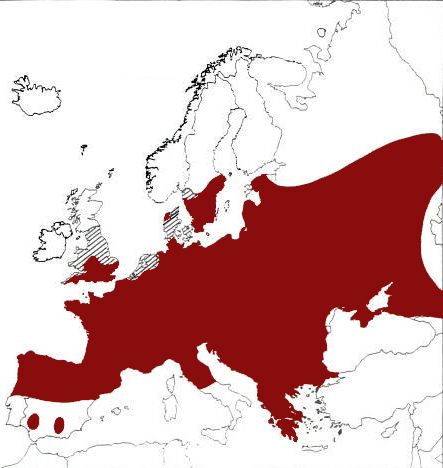
Areale del Lucanus cervus: le area a tratto pieno rappresenta la distribuzione attuale, mentre quella in tratteggio è l'area occupata in passato

È diffuso in tutta Europa, sebbene sia assente in Irlanda. In Italia è limitato alle regioni settentrionali e centrali. In Spagna e Portogallo è presente solo nell'area settentrionale di ciascun paese. In Gran Bretagna è in gran parte confinato nel sud-est dell'Inghilterra, dove è molto diffuso. La specie è in espansione in Croazia e Slovacchia, mentre è completamente scomparsa in Danimarca e in Lettonia.
La specie è stata associata a diversi alberi tra cui quelli dei generi Quercus, Tilia, Fagus, Salix e alcune specie in altre famiglie tra cui il pioppo nero e l'ippocastano. Le larve si sviluppano in prossimità di legno morto.

## Conservazione

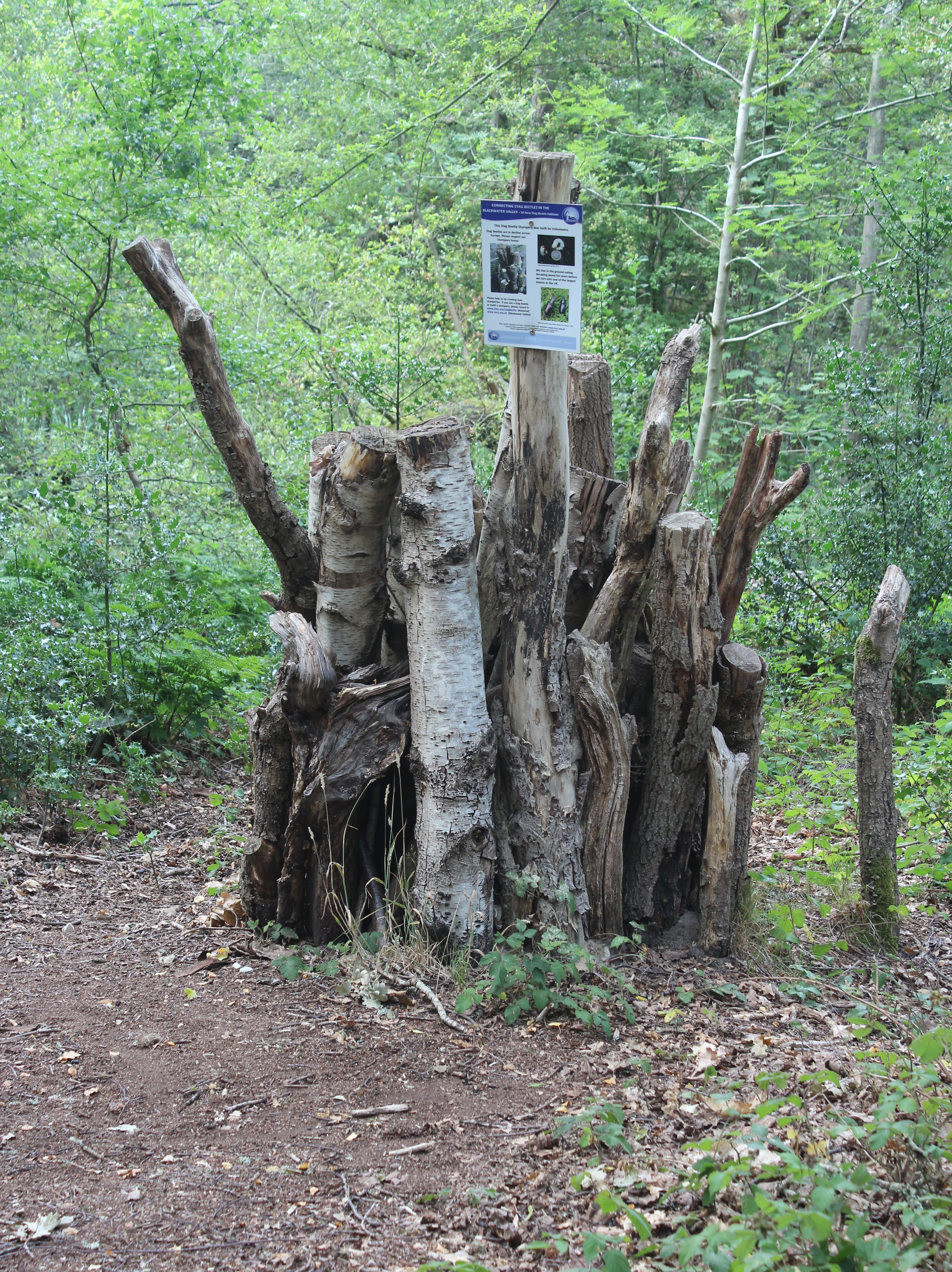
Un habitat artificiale per il cervo volante nel sud dell'Inghilterra.

Un tempo molto comune, il cervo volante – come altri coleotteri che vivono nel legno – è oggi in declino.
La specie si deve considerare prossima alla minaccia per la riduzione o la distruzione del suo habitat, in particolare per le pratiche forestali che tendono a eliminare i vecchi tronchi.
È inserita in norme di protezione dell'Unione Europea, e precisamente nell'Allegato II della Direttiva Habitat del 1992 (CEE/92/43) (specie la cui salvaguardia richiede la designazione di zone speciali di conservazione).
La specie è inoltre inclusa nella Convenzione per la conservazione della vita selvatica e dei suoi biotopi in Europa, anche nota come convenzione di Berna.

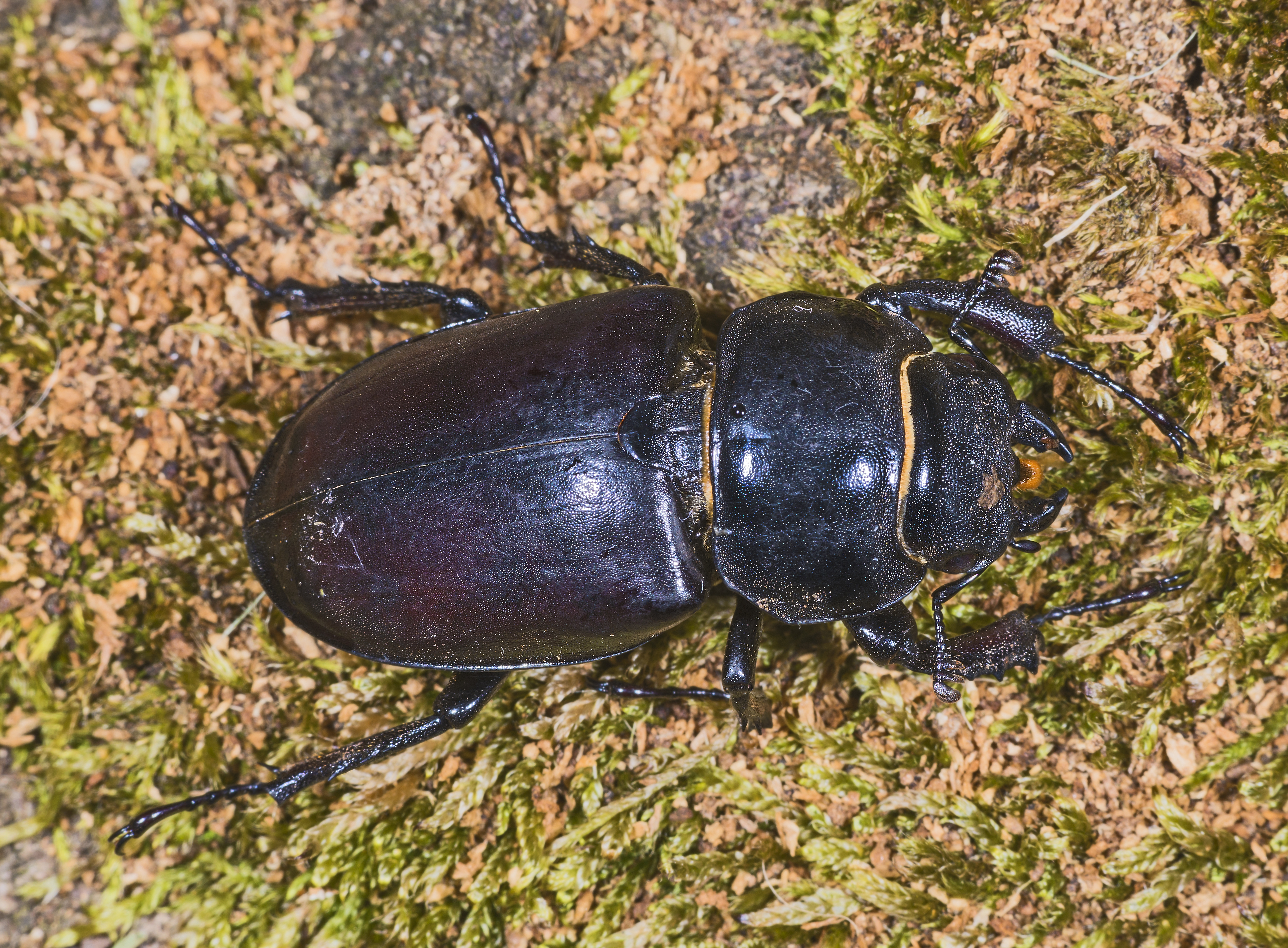
Femmina di L. cervus

## Sottospecie
Alcune delle più note sottospecie sono:
1. Lucanus cervus cervus
  - Maschio: 35–92 mm.
  - Femmina: 35–45 mm.
  - Origine: Europa.
2. Lucanus cervus akbesianus
  - Maschio: 50–100 mm.
  - Femmina: 40–45 mm.
  - Origine: Siria, Turchia.
3. Lucanus cervus judaicus
  - Maschio: 50–100 mm.
  - Femmina: 40–50 mm.
  - Origine: Siria, Turchia.
4. Lucanus cervus turcicus
  - Maschio: 35–75 mm.
  - Femmina: 35–40 mm.
  - Origine: Grecia, Turchia.